# Jack Ketch
Jack Ketch, generalmente noto come John Ketch (... – novembre 1686), è stato un boia inglese sotto il regno di re Carlo II, noto per aver giustiziato molte persone durante i tumulti degli anni ottanta del XVII secolo.

## Biografia
Ha eseguito le condanne a morte contro William Russell, nei Lincoln's Inn Fields il 21 luglio 1683, e James Scott, I duca di Monmouth, il 15 luglio 1685, dopo la ribellione di Monmouth. La notorietà di Ketch deriva dalla barbarie con cui sono state eseguite le sentenze di morte di Lord Russell, del duca di Monmouth e di altri politici ribelli.